# Pintér József (labdarúgó)
Pintér József (1917. június 23. – 1992. október 11.) válogatott labdarúgó, csatár, balszélső.

## Pályafutása

### Klubcsapatban
A Csepel labdarúgója volt, ahol három bajnoki címet szerzett a csapattal. Gyors, gólveszélyes szélső csatár volt, akinek beadásai pontosak voltak.

### A válogatottban
1948-ban egy alkalommal szerepelt a válogatottban.

## Sikerei, díjai
- Magyar bajnokság
  - bajnok: 1941–42, 1942–43, 1947–48
  - 3.: 1945-tavasz, 1945–46

## Statisztika

### Mérkőzése a válogatottban
| Magyarország | Magyarország    | Magyarország                 | Magyarország | Magyarország | Magyarország | Magyarország | Magyarország | Magyarország |
| #            | Dátum           | Helyszín                     | Hazai        | Eredmény     | Vendég       | Kiírás       | Gólok        | Esemény      |
| ------------ | --------------- | ---------------------------- | ------------ | ------------ | ------------ | ------------ | ------------ | ------------ |
| 17.          | 1948. május 23. | Tirana, Qernal Stafa-stadion | Albánia      | 0 – 0        | Magyarország | Balkán-kupa  | -            | 50'          |
|              | Összesen        |                              |              | 1            | mérkőzés     |              | 0            | gól          |